# Castell de Santa Linya
El castell de Santa Linya és un castell del poble de Santa Linya, al municipi de les Avellanes i Santa Linya (Noguera), declarat bé cultural d'interès nacional.
És situat en el gran turó que domina des del sud tot el nucli urbà. Durant el segle xi, fou un enclavament fronterer important per a les forces cristianes en la Reconquesta.

## Història

Califat de Còrdoba. Frontera Superior

El castell de Santa Linya era originàriament un «hisn» islàmic que formava part de la línia fronterera establerta en aquella zona els segles x i xi però no es coneixen notícies històriques de la seva etapa musulmana. La primera notícia documental apareix en un moment de la conquesta feudal, quan el castell fou conquerit pel comte d'Urgell Ermengol II d'Urgell i Arnau Mir de Tost futur vescomte d'Àger, entre 1034 i 1036. El 1036, a petició dels habitants del castell, Ermengol II d'Urgell i Constança de Besalú atorgaren una carta de franqueses on s'assenyalaven els termes del lloc. El mateix any, uns mesos després, el comte feia donació a la canònica de Santa Maria de la Seu de la meitat d'aquest castell. Entre el 1046 i el 1048 els andalusins s'apoderaren novament dels castells d'Àger i Santa Linya, i el castell quedà segurament despoblat durant un temps. Pocs anys després el reconquerí Arnau Mir de Tost, que ja el posseïa mig en alou i mig en feu pel comte d'Urgell.
El castell fou, durant la segona meitat del segle xi, un enclavament fronterer important per a les forces cristianes, tal com ho demostren les permutes i donacions a què es veié sotmès. L'any 1057, el comte Ermengol III d'Urgell permutà a Santa Maria de la Seu el castell de Solsona per la meitat del castell de Santa Linya. El 1059, convinença entre Ermengol III i Arnau Mir de Tost en que el castell de Santa Linya apareix com a compensació en cas de pèrdua dels castells de Camarasa i Cubells, que Arnau Mir tenia en feu. El 1072, Arnau Mir de Tost, que tenia infeudat el castell, el llegà a la filla Letgarda i al net Guerau II de Cabrera. L'any 1094, Galceran Erimany, subfeudatari, llegà Santa Linya, entre altres castells, al seu fill Pere. El castell surt també esmentat sovint com a límit dels termes d'altres castells.
Amb l'allunyament de la frontera andalusina, el castell i el seu territori es convertiren durant el segle xii en una possessió més dels comtes d'Urgell i dels vescomtes d'Àger. Així apareix en els testaments d'Ermengol VI, Ermengol VII i Ermengol VIII els anys 1153, 1167 i 1208, respectivament. En diversos documents d'aquesta època el topònim apareix recollit sota la forma «Saltum Ladinat». El 1234, Ponç I de Cabrera, comte d'Urgell i vescomte d'Àger, cedí els seus drets en el castell a Ramon Berenguer d'Àger a canvi del castell i vila de Casserres i 2000 doblons.
El 1279, el rei Pere el Gran obtingué del vescomte de Cardona la senyoria de Santa Linya; el 1284 confià el castell a Gilabert de Cruïlles. El 1330 el castell s'integrà en el marquesat de Camarasa.

## Arquitectura

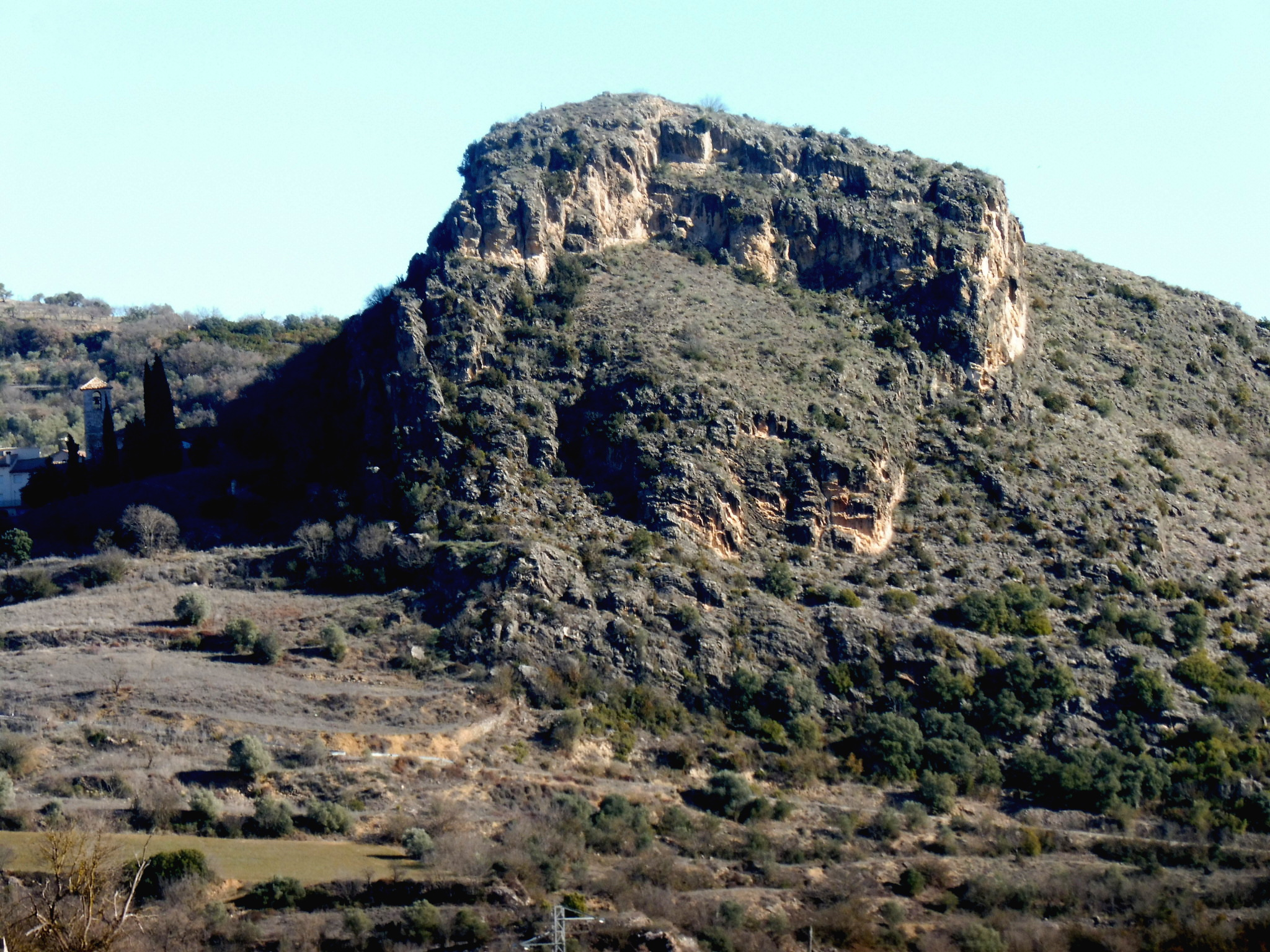
El puig del castell

El castell de Santa Linya és un dels exponents clars del que podia ser el concepte del «hisn» andalusí: sempre situats en punts estratègics importants dels límits del districte, devien complir un paper de refugi, protecció i vigilància de les comunitats rurals, alhora que dominaven un espai geogràfic on hi havia hàbitats rurals de menor entitat. Malauradament, la disposició topogràfica del terreny, en clar pendent cap al SE, no ha permès la conservació de moltes restes constructives de l'antiga fortificació. Tan sols resta una petita estructura a la part més alta del turó. Es tracta d'un mur de 3,85 m de llargada, 0,80 m d'amplada i d'una alçada interior-exterior de 0,90 a 1,70 m. Construït amb encofrat de maçoneria a base de pedres calcàries irregulars i argamassa de guix i calç, encara conserva a l'exterior les juntes dels diferents trams d'encofrat.